# Aprilstreiks 1917
Die Aprilstreiks 1917 waren eine Streikbewegung während des Ersten Weltkrieges in Berlin und anderen Städten Deutschlands.

## Verlauf und Bedeutung
In den ersten zwei Jahren des Ersten Weltkrieges zwischen August 1914 und Mitte 1916 gab es nur vereinzelte und lokale Streiks, die sich zudem meist gegen Lohn- und Arbeitsbedingungen, nicht aber gegen den Krieg oder das politische System des Kaiserreichs richteten.
Dies änderte sich jedoch, als die anfängliche Illusion eines kurzen, nur wenige Wochen oder Monate währenden Krieges in der Bevölkerung schwand. Zudem kam es schon im November 1914 zu erheblichen Preissteigerungen bei Grundnahrungsmitteln. Als die Lebensmittelversorgung immer schlechter wurde – beginnend mit dem Brot, das bereits Anfang 1915 rationiert wurde – kam es zu Unmut in der Bevölkerung, der sich einerseits in vor allem von Frauen getragenen lokalen Lebensmittelkrawallen äußerte. Die Protestbekundungen nahmen aber einen zunehmend politischen Charakter an.
Der Verhaftung Karl Liebknechts nach einer Antikriegsrede am 1. Mai 1916 wurde zum Wendepunkt. Liebknecht wurde verhaftet, des Hochverrats angeklagt und zu einer Zuchthausstrafe von 4 Jahren und 1 Monat verurteilt. Im Juni 1916 kam es zum ersten von drei politischen Massenstreiks. Der sogenannte „Liebknechtstreik“ 1916 war weitestgehend auf Berlin beschränkt und brach spontan aus, allerdings hatten die Revolutionären Obleute um Richard Müller entscheidend zur Organisation beigetragen.
Der Aprilstreik 1917 war die zweite Massenbewegung während des Weltkrieges. Sie knüpfte weniger an die politischen Forderungen Liebknechts an, sondern war vor allem ein Protest gegen die unzureichende Lebensmittelversorgung, weshalb der Streik auch als „Brotstreik“ bekannt wurde. Er schloss damit direkt an die Lebensmittelkrawalle im Steckrübenwinter von 1916/17 an. In diesen Krawallen, aber auch in den Massenstreiks waren überproportional Frauen beteiligt, die sich nicht nur um die Haushaltsarbeit kümmerten, sondern zunehmend auch die Industriearbeitsplätze kriegsdienstleistender Männer ausfüllten. Obwohl der Aprilstreik nicht auf Berlin beschränkt blieb und damit eine Steigerung bedeutete, brach er letztlich ohne größere Zugeständnisse seitens der Behörden zusammen.
Der letzte politische Massenstreik während des Krieges war der Januarstreik vom Januar 1918. Er bezog sich bereits direkt auf die Oktoberrevolution in Russland und die mit dieser Wende in Aussicht stehenden Friedensverhandlungen. Neben dem Frieden wurde jedoch auch eine Demokratisierung der autoritären Strukturen des deutschen Kaiserreiches gefordert. Obwohl der Streik ebenfalls überregional organisiert war und mit mehreren hunderttausend Streikenden an Größe und Ausmaß alle bisherigen Bewegungen übertraf, ging die politische Führung nicht auf seine Forderungen ein.
Die innere Abwendung eines Teiles der Bevölkerung vom bisherigen politischen System schritt daher voran, und so kam es gegen Ende des Jahres 1918 schließlich zum Sturz der Monarchie in der Novemberrevolution. Sie brachte endlich die in allen Streiks geforderte Beendigung des Krieges.